# كمال غيلاس
كمال فتحي غيلاس لاعب جزائري دولي مولود في مارسيليا بفرنسا سنة 1984 يشغل منصب قلب هجوم مميز لعب لعدة فرق وفي عدة دوريات لعب في الفرنسي مع نادي كان ثم في الدوري البرتغالي مع فيتوريا غيماريش وفي الدوري الإسباني مع سيلتافيغو وهو الآن الدوري الإنجليزي مع هال سيتي أما على الصعيد الدولي فلعب كمال فتحي غيلاس 16 مباراة وسجل 3 اهداف وأول استدعاء له للمنتخب الجزائري كان سنة 2007. وشقيقه الأصغر هو اللاعب الدولي نبيل غيلاس

## روابط خارجية
- كمال غيلاس على موقع الاتحاد الدولي (مؤرشف)  (الإنجليزية)
- كمال غيلاس على موقع رابطة كرة القدم الفرنسية للمحترفين (الإنجليزية)
- كمال غيلاس على موقع قاعدة بيانات كرة القدم.إي يو (الإنجليزية)
- كمال غيلاس على موقع ناشيونال فوتبول تيمز (الإنجليزية)
- كمال غيلاس على موقع Soccerbase.com (لاعب) (الإنجليزية)
- كمال غيلاس على موقع Soccerway.com (الإنجليزية)
- كمال غيلاس على موقع عالم كرة القدم.نت (الإنجليزية)